# North Wales Coast Line
North Wales Coast Line er en jernbanelinje i det nordligste Wales der går fra Crewe til Holyhead. Linjen trafikeres både af regionaltog mellem Crewe og Holyhead eller Llandudno og intercity tog fra London til Holyhead.

## Rute og stationer
De mindste stationer er ikke medtaget.
- Crewe: By i i regionen North West England; et vigtigt jernbaneknudepunkt for hele det nordvestlige England.
- Chester: By grundlagt af romerne og berømt for sin bymur og mange romerske fund.
- Shotton
- Flint: En af de ældste købstæder i Wales, har en borg opført af Edward 1.
- Prestatyn
- Rhyl: Victoriansk badeby
- Colwyn Bay: Victoriansk badeby
- Llandudno Junction: Omstigning til Conwy Valley Line.
- Conwy: Har en berømt borg opført af Edward 1.
- Bangor: Lidt større by, har bl.a. et universitet
- Llanfair PG: Landsbyen med Europas længste navn
- Holyhead: Endestation og færger til Irland.

53°N 4°V / 53°N 4°V